# Téssala (distrito)
Téssala é um distrito localizado na província de Sidi Bel Abbès, Argélia.[carece de fontes?] Sua capital é a cidade de mesmo nome.

## Comunas
O distrito está dividido em três comunas:
- Téssala
- Ain Thrid
- Sehala Thaoura